# Sonnenfleckentheorie
Die Sonnenfleckentheorie wurde im 19. Jahrhundert vom Ökonomen William Stanley Jevons entwickelt. Sie ist eine veraltete Konjunkturtheorie, die – ausgehend von einer scheinbaren Korrelation zwischen der Anzahl an Sonnenflecken und der wirtschaftlichen Lage – konjunkturelle Schwankungen durch einen mutmaßlichen Einfluss der Sonnenaktivität auf die Witterung, dadurch mittelbar auf die Landwirtschaft und auf die wirtschaftliche Entwicklung insgesamt erklären sollte. Die mögliche Existenz eines solchen Einflusses war in stark landwirtschaftlich geprägten Ländern nicht unplausibel. Die Sonnenfleckentheorie ist dadurch gekennzeichnet, dass sie Konjunkturzyklen monokausal durch einen exogenen, das heißt außerwirtschaftlichen, Faktor zu erklären versuchte.

## Jevons’ Erklärungsansatz
Der Astronom Wilhelm Herschel (1738–1822) verfolgte die Idee, einen vermuteten Zusammenhang zwischen Sonnenflecken und Erdklima anhand von Weizenpreisen als Klimaproxy quantitativ zu untersuchen. Er fand einen, nach heutigen statistischen Maßstäben nicht signifikanten, Zusammenhang und vermutete, dass die Abwesenheit von Sonnenflecken „ein Defizit der Sonnenstrahlen“ anzeigt. Herschels Analyse wurde im 19. Jahrhundert von einer Reihe von Wissenschaftlern aufgegriffen.
In der Ökonomik ging man im 19. Jahrhundert, beginnend mit Jevons, von der Ökonomie als Gleichgewichtssystem aus. Größere konjunkturelle Schwankungen, die dennoch auftraten, ließen sich mit diesem Gedanken kaum vereinbaren – es sei denn, es handelte sich um außerhalb der Wirtschaft liegende, exogene Störungen des Gleichgewichts. Jevons, der eine Leidenschaft für Meteorologie hatte, bemerkte, dass die Zahl beobachteter Sonnenflecken ähnlichen periodischen Schwankungen unterlag wie die damalige Wirtschaft. Jevons versuchte, ein kausales Verhältnis zwischen den beiden Größen herzuleiten: Mehr Sonnenflecken würden die Sonne verdunkeln, was zu einer Wetterverschlechterung führen würde. Die dadurch sinkende Getreideernte würde zu höheren Preisen führen, die wiederum an der Börse beobachtet und dort die Stimmung verschlechtern würden, was seinerseits die wirtschaftliche Lage beeinträchtigen würde. Als sich die scheinbare Korrelation zwischen Sonnenflecken und der Konjunktur in England in den folgenden Jahren nicht bestätigte, suchte Jevons nach immer neuen Kausalketten. Doch keine erwies sich als haltbar, seine Suche nach einem Zusammenhang war letztlich erfolglos.
Über Jevons’ unerschütterliche Bemühungen wurde Ende des 19. Jahrhunderts gespottet. So schrieb der englische Astronom Richard Anthony Proctor 1880 von einer „Sonnenflecken-Manie“ und sah Jevons als „naiv“ und einen „wahren Zyklen-Jäger“ an.

## Begriffsunspotsheute
Im englischen Sprachraum bezeichnet heute in der Ökonomie der Begriff sunspots (deutsch: Sonnenflecken) mögliche extrinsische Unsicherheiten (→siehe auch Zufallsvariablen).
In der Konjunkturtheorie bezeichnet man mit sunspots ein beliebiges Phänomen, das zwar keinen realen Einfluss auf die Konjunktur hat, aber von dem viele Wirtschaftssubjekte glauben, dass es einen Einfluss hätte. In der Erwartung des Einflusses passen sie bei Änderungen des Phänomens ihr Verhalten so an, dass erwartete Einflüsse mittelbar doch eintreten. Dies kann die Wirtschaftssubjekte in dem Glauben an einen realen Einfluss des Phänomens bestärken.